# Falkenberg (Brandebourg)
Pour les articles homonymes, voir Falkenberg.
Pour la ville de Brandebourg, voir Falkenberg-sur-Elster.
Falkenberg est une commune allemande de l'arrondissement de Märkisch-Pays de l'Oder, Land de Brandebourg.

## Géographie
Falkenberg se situe dans le plateau de Barnim, en face de l'Oderbruch.
| Niederfinow       | Liepe      | Bralitz         |
| Hohenfinow        | Falkenberg | Bad Freienwalde |
| Heckelberg-Brunow | Höhenland  | Wriezen         |

La commune de Falkenberg comprend les quartiers de :
- Dannenberg/Mark avec les lieux-dits de Dannenberg/Mark, Krummenpfahl, Torgelow e Platzfelde.
- Falkenberg/Mark avec les lieux-dits de Falkenberg/Mark, Cöthen et Papierfabrik.
- Kruge/Gersdorf avec les lieux-dits de Kruge, Gersdorf, Ackermannshof und Neugersdorf.

La commune de Kruge/Gersdorf est créée en octobre 1961 par la fusion des lieux-dits. Dannenberg/Mark et Kruge/Gersdorf fusionnent avec Falkenberg le 31 décembre 2001.

## Histoire
Le village de Cöthen est mentionné pour la première fois en 1334. Le village en croix de Gersdorf est mentionné en 1307 sous le nom de "Ghearddestrop" et en 1375 de "Gerhardsdorf". Au Moyen-Âge, Gersdorf et les fermes voisines du village médiéval déserté de Kruge sont la propriété de l'abbaye de Friedland.

## Jumelage
- Trzciel (ville) (Pologne)

## Personnalités liées à la commune
- Bernd Moldenhauer (1949–1980), militant des droits de l'homme probablement assassiné par ordre de la Stasi.